# .fi
.fi (англ. Finland — Финляндия) — национальный домен верхнего уровня (ccTLD) для Финляндии.
С 2003 года департамент связи вносил в список запрещенных адресов слова, словосочетания, фразы и буквенные сочетания по различным причинам.
В сентябре 2016 года были сняты ранее действовавшие ограничения на регистрацию доменных имен в зоне .fi. Ограничения были сняты также по отношению к регистраторам адресов. Было отменено требование минимального возраста в 15 лет и условие проживания в Финляндии.